# Ledebouria dolomiticola
Ledebouria dolomiticola là một loài thực vật có hoa trong họ Măng tây. Loài này được S.Venter mô tả khoa học đầu tiên năm 1998.